# 比靈山
75°43′S 160°54′E / 75.717°S 160.900°E
比靈山（英語：Mount Billing）是南極洲的山峰，位於維多利亞地，屬於阿爾伯特親王山脈的一部分，處於馬利斯山和博溫山之間，海拔高度1,420米，現時由南極條約體系管理。